# KlubbN

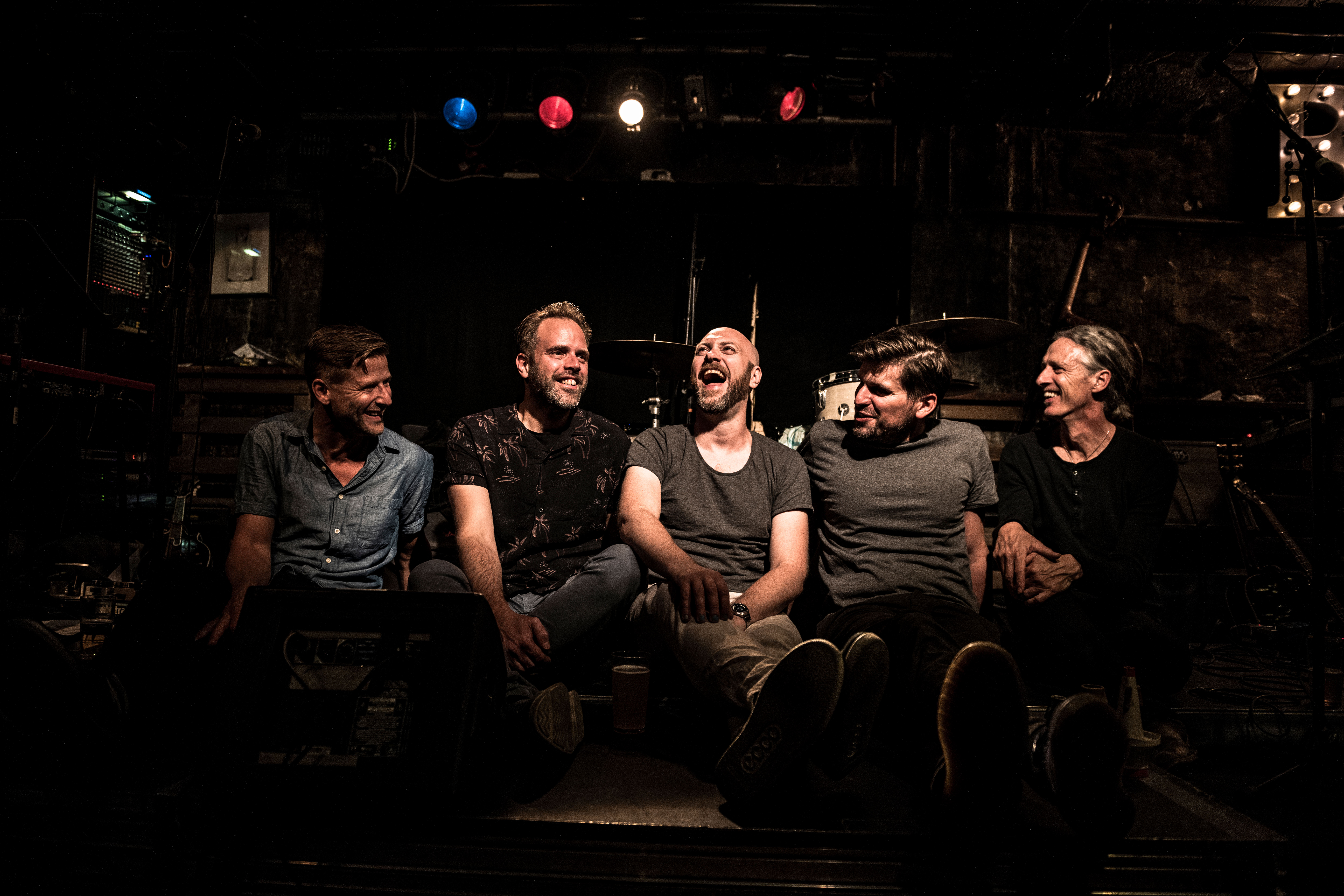
Från vänster; Niklas Gabrielsson Lind, Erik Igelström, Per Björling, Johan Sandborgh och Mattias Torell

KlubbN är ett svenskt band och musikkollektiv som driver en återkommande livemusikklubb på Musikaliska Kvarteret (Nybrokajen 11) i Stockholm. Tidigare höll de till på Scalateatern. Bandets första album ”Atlantis” släpptes 2022.
KlubbN framförde Håkan Hellströms "Ramlar" som öppningsnummer i den andra deltävlingen av Melodifestivalen 2024 och som mellanakt i samma program en nytolkning av "Fyra Bugg och en Coca Cola". Mellanakten hade artisten Viktor Norén som sångare.
Bandet består av musikerna Niklas Gabrielsson-Lind, Mattias Torell, Johan Sandborgh, Per Björling och Erik Igelström.
Bandet har även skrivit filmmusik, bland annat till TV-serien Vår tid är nu.